# Camille Ayglon-Saurina
Camille Ayglon (ur. 21 maja 1985 w Awinion), francuska piłkarka ręczna, reprezentantka kraju, grająca na pozycji prawej rozgrywającej. Obecnie występuje we francuskiej Division 1 Kobiet, w drużynie Nantes Atlantique Handball.
W 2017 roku zdobyła mistrzostwo świata w Francja 2017. Dwukrotnie zdobyła wicemistrzostwo Świata w Chiny 2009 oraz Brazylia 2011 r. W 2018 roku we Francji zdobyła złoty medal mistrzostw Europy.

## Sukcesy

### reprezentacyjne
- Igrzyska olimpijskie:
  -  Rio de Janeiro 2016
- Mistrzostwa Świata:
  -  Francja 2017
  -  Chiny 2009, Brazylia 2011
- Mistrzostwa Europy:
  -  Francja 2018
  -  Szwecja 2016

### klubowe
- Mistrzostwa Francji:
  -  2009
- Puchar Francji:
  -  2009, 2011